# Internazionali Tennis Val Gardena Südtirol 2010
Gli Internazionali Tennis Val Gardena Südtirol 2010 sono stati un torneo professionistico di tennis maschile giocato sul sintetico, che faceva parte dell'ATP Challenger Tour 2010. Si è giocato ad Ortisei in Italia dall'8 al 14 novembre 2010.

## Partecipanti

### Teste di serie
| Nazionalità | Giocatore          | Ranking* | Testa di serie |
| ----------- | ------------------ | -------- | -------------- |
| Polonia     | Michał Przysiężny  | 100      | 1              |
| Slovacchia  | Karol Beck         | 104      | 2              |
| Italia      | Simone Bolelli     | 114      | 3              |
| Croazia     | Ivan Dodig         | 118      | 4              |
| Austria     | Martin Fischer     | 124      | 5              |
| Russia      | Igor' Kunicyn      | 129      | 6              |
| Russia      | Konstantin Kravčuk | 130      | 7              |
| Rep. Ceca   | Jaroslav Pospíšil  | 140      | 8              |

- Ranking al 1º novembre 2010.

### Altri partecipanti
Giocatori che hanno ricevuto una wild card:
- Daniele Bracciali
- Farruch Dustov
- Claudio Grassi
- Michał Przysiężny

Giocatori passati dalle qualificazioni:
- Marius Copil
- Lukáš Lacko
- Jan Mertl
- Michal Schmid

## Campioni

### Singolare
Michał Przysiężny ha battuto in finale  Lukáš Lacko con il punteggio di 6–3, 7–5.

### Doppio
Michail Elgin /  Aleksandr Kudrjavcev hanno battuto in finale  Tomasz Bednarek /  Michał Przysiężny con il punteggio di 3–6, 6–3, [10–3].